# Bahnhof Milano Affori

Der Bahnhof Milano Affori (italienisch: Stazione di Milano Affori) ist ein Bahnhof der norditalienischen Großstadt Mailand, im gleichnamigen Stadtteil Affori. Er wird vom Verkehrsunternehmen Ferrovienord betrieben und ist ein wichtiger Knotenpunkt für den Pendlerverkehr (u. a. für die S-Bahn Mailand). Unter dem Bahnhof befindet sich der U-Bahnhof Affori FN, oft auch als Affori Nord bezeichnet.

## Geschichte
Der Verkehrsknotenpunkt wurde am 26. März 2011 in Betrieb genommen, gleichzeitig mit der Eröffnung der U-Bahn-Verlängerung vom U-Bahnhof Maciachini zum U-Bahnhof Comasina.
Der neue Bahnhof Affori ersetzte den alten Bahnhof, der sich etwa 300 Meter südlich befand.

## Verkehr
Der Bahnhof wird von den Linien S2, S4 und S12 S-Bahn Mailand sowie von Regionalzügen nach Asso (Linie R16) bedient.
| Linie | Verlauf |
| ----- | --- |
|       | Mariano Comense – Cabiate – Meda – Seveso – Cesano Maderno – Bovisio Masciago-Mombello – Varedo – Palazzolo Milanese – Paderno Dugnano – Cormano-Cusano Milanino – Milano Bruzzano – Milano Affori – Milano Bovisa Politecnico – Milano Lancetti – Milano Porta Garibaldi – Milano Repubblica – Milano Porta Venezia – Milano Dateo – Milano Porta Vittoria – Milano Rogoredo |
|       | Camnago-Lentate – Seveso – Cesano Maderno – Bovisio Masciago-Mombello – Varedo – Palazzolo Milanese – Paderno Dugnano – Cormano-Cusano Milanino – Milano Bruzzano – Milano Affori – Milano Bovisa Politecnico – Milano Domodossola – Milano Cadorna |
|       | Milano Bovisa Politecnico – Milano Lancetti – Milano Porta Garibaldi – Milano Repubblica – Milano Porta Venezia – Milano Dateo – Milano Porta Vittoria – Milano Rogoredo – San Donato Milanese – Borgolombardo – San Giuliano Milanese – Melegnano |
| R 16  | Milano Cadorna – Milano Domodossola – Milano Bovisa Politecnico – Milano Affori – Cesano Maderno – Seveso – Meda – Cabiate – Mariano Comense – Carugo-Giussano – Arosio – Inverigo – Lambrugo-Lurago – Merone – Erba – Pontelambro-Castelmarte – Caslino d’Erba – Canzo – Canzo-Asso                                                                                          |